# Maślan pentylu
Maślan pentylu, maślan amylu – organiczny związek chemiczny z grupy maślanów, ester kwasu masłowego i pentanolu. Jest cieczą o zapachu moreli lub gruszek i słodkim smaku. Występuje naturalnie w wielu owocach, m.in. w jabłkach, morelach, bananach, truskawkach, śliwkach czy owocach czerymoi i atemoi. Może zostać otrzymany w typowej reakcji estryfikacji z użyciem pentanolu i kwasu masłowego w obecności kwasu siarkowego. Stosowany jako dodatek w produktach spożywczych i przy produkcji perfum.